# 池上彰の戦争を考えるSP
『池上彰の戦争を考えるSP』（いけがみあきらのせんそうをかんがえるスペシャル）は、2010年以降毎年8月15日に一番近い日曜日にテレビ東京系列の『日曜ビッグバラエティ』枠で放送されていた教養・ドキュメンタリー番組である。2021年・2023年はBSテレ東で放送された。
池上彰が戦争について解説する報道特番で、自らが現場取材してきた内容をスタジオで解説し、ゲストと共に戦争について改めて考える。

## 出演者

### 司会
- 池上彰

### アシスタント
- 大江麻理子（当時テレビ東京アナウンサー） - 2010年‐2012年。テレビ東京ニューヨーク支局赴任後の2013年はリポーターを務めた。
- 相内優香（テレビ東京アナウンサー） - 2013年‐2019年。
- 池谷実悠（テレビ東京アナウンサー） - 2019年・2020年。
- 片渕茜（テレビ東京アナウンサー） - 2021年。
- 角谷暁子（テレビ東京アナウンサー） - 2023年。

## 放送リスト
| 回数 | 放送日         | 日時          | 放送内容                                                                                | ゲスト |
| ---- | -------------- | ------------- | --------------------------------------------------------------------------------------- | --- |
| 1    | 2010年8月15日  | 19:00 - 21:48 | 戦争はなぜ始まり、どう終わるのか                                                        | 長谷川京子、峰竜太、パックン、麻木久仁子、安めぐみ、大島優子（当時AKB48） VTR出演：大橋未歩・増田和也（共にテレビ東京アナウンサー） |
| 2    | 2011年8月14日  | 19:00 - 21:48 | こうして戦争は終わり、戦後の復興が始まった                                              | 草笛光子、峰竜太、菊川怜、パックン                                                                                                  |
| 3    | 2012年8月12日  | 19:54 - 21:48 | 戦争を起こした独裁者と熱狂                                                              | 八千草薫、峰竜太、宮崎美子、パックン、徳重聡、道重さゆみ（当時モーニング娘。）                                                      |
| 4    | 2013年8月11日  | 19:54 - 21:48 | 戦争をどう伝えたのか?                                                                   | 八千草薫、峰竜太、パックン、眞鍋かをり                                                                                              |
| 5    | 2014年8月17日  | 19:54 - 22:08 | 悲劇を生み出した言葉                                                                    | 八千草薫、峰竜太、パックン、宮崎美子、本仮屋ユイカ                                                                                  |
| 6    | 2015年7月26日  | 20:54 - 22:42 | 教科書に載っていない20世紀 ～あの「言葉」が世界を変えた！？～                           | 峰竜太、宮崎美子、パックン、小島瑠璃子                                                                                              |
| 7    | 2015年11月22日 | 19:54 - 21:48 | 教科書に載っていない20世紀 シリーズ第2弾 ～戦後ニッポンを救った知られざる人々～         | 八千草薫、峰竜太、宮崎美子、小島瑠璃子                                                                                              |
| 8    | 2016年8月7日   | 19:54 - 21:48 | 教科書に載っていない20世紀 シリーズ第3弾 ～戦後ニッポンを創った昭和天皇とマッカーサー～ | 宮崎美子、パックン、小島瑠璃子 |
| 9    | 2017年8月13日  | 19:54 - 21:54 | 「特攻」とは何だったのか                                                                | 八千草薫、峰竜太、宮崎美子、パックン、小島瑠璃子                                                                                    |
| 10   | 2018年8月19日  | 19:54 - 21:54 | 「日本のいちばん長い日」がはじまった                                                    | 峰竜太、宮崎美子、小島瑠璃子 |
| 11   | 2019年8月12日  | 20:00 - 21:54 | 失敗は隠され、息子たちは戦場へ                                                          | 峰竜太、宮崎美子、パックン、小島瑠璃子                                                                                              |
| 12   | 2020年8月15日  | 12:30 - 14:25 | 終戦75周年特別企画～感染症の悲劇～ （史上初の生放送）                                   | |
| 13   | 2021年8月15日  | 19:00 - 20:00 | 池上彰の戦争を考えるSP2021（BSテレ東放送）                                              | |
| 14   | 2023年8月15日  | 17:58 - 19:00 | 池上彰の戦争を考えるSP2023（BSテレ東放送）                                              | |

## スタッフ

### 第3回（2012年8月12日放送分）
- ナレーター：窪田等、小山茉美
- 構成：浜田悠、高野健生
- 技術：野瀬一成
- カメラ：風間誠
- VE：辻源之
- 音声：西山恵美子
- 照明：加藤照比古
- TK：梅村咲季
- 撮影：為谷純
- VE：本田和彦
- 編集：宮島洋介、加藤祐也、平池優太
- MA：長谷川真哉
- 音響効果：太田光則
- 美術プロデューサー：薬師寺哲朗
- デザイン：三重野基
- 模型デザイン：植松淳
- 大道具：岡澤晋
- 小道具：渡辺貴俊
- 技術協力：テクノマックス、ティ・ピー・ブレーン、フリーダムオブザック、ナカムラ綜美、TELMIC、麻布プラザ、サンフォニックス
- スタイリスト：有山梨沙、重田沙織
- ヘアメイク：石坂智子、山田かつら
- リサーチ：西岡剛
- デスク：永野翔子
- 番宣：宮本聖子
- AD：布施美那、森貴士
- AP：荒井かおり、松尾心
- ディレクター：笠原裕明、樽見近工、岸憲人
- 総合演出：千葉隆弥
- プロデューサー：鈴木孝道、清水昇、斎藤智礼
- チーフプロデューサー：福田裕昭
- 制作協力：ダイナマイトレボリューションカンパニー
- 制作著作：テレビ東京